# Iglesia conventual de la Victoria (Puerto Real)
La Iglesia Conventual de la Victoria es un templo cristiano católico de estilo barroco situada junto a la emblemática plaza de Madre Loreto en el municipio de Puerto Real (Cádiz, Andalucía). Se trata del edificio fundado en el siglo XVII por la Orden de San Francisco de Paula, los Mínimos de la Victoria. Las instalaciones conventuales han sido transformadas en edificaciones civiles, quedando solo el templo y su torre.
Es sede canónica además de la Venerable Hermandad Sacramental y Real Cofradía de Penitencia de Nuestra Señora de la Soledad, Santo Entierro de Nuestro Señor Jesucristo y San Francisco de Paula.

## Historia
Edificio barroco fundado en el siglo XVII por la Orden de los Mínimos, orden religiosa mendicante fundada por san Francisco de Paula, en un promontorio o manchón en su día a las afueras del centro urbano para ubicar su convento.
Los Mínimos de San Francisco de Paula tenían gran aceptación en el Obispado de Cádiz, llegando a ser la mejor representada con 5 conventos: Alcalá de los Gazules (1550), Conil (1567), Medina Sidonia (1579), Jimena de la Frontera y Puerto Real (1635).
En realidad, los Mínimos se establecieron en Puerto Real el 17 de abril de 1628 y su primera sede fue la ermita de san Benito, hasta que el 23 de febrero de 1639 se instalan en su localización actual cediendo la ermita a los frailes franciscanos descalzos para que pudieran establecerse en la Villa.
Las décadas siguientes a ese traslado, los frailes estarían ocupados con la construcción de la iglesia y convento y más tarde vendrían las labores de completar el ajuar mueble del templo, misión en la que jugaban siempre un papel fundamental la cesión de capillas y sepulturas a diferentes patronos para así obtener fondos y aportaciones materiales. Fue precisamente en el torno al año 1688, estando doña Luisa Roldán en Cádiz, cuando los documentos nos informan de importantes actuaciones, que incluyeron la realización de importante grupo de esculturas, que consideramos salieron de su taller.
Dicho edificio fue ampliado en 1770 con su actual torre. Con el devenir de los años, dicho manchón es urbanizado quedando integrado en el núcleo urbano. A fines del siglo XX, es destruido el antiguo convento quedando en pie la iglesia conventual con su torre.

## Descripción
Planta de una nave central, en forma de cruz latina con cúpula sobre el crucero. La torre es un añadido de 1770. El templo acoge dos imágenes muy veneradas, la Virgen de la Soledad tallada en 1688 y un cristo yacente, ambas atribuidas a Luisa Roldán, La Roldana.
El conjunto ocupa una gran parcela de esquina, teniendo la iglesia la fachada principal a la calle de la Victoria. Está formado por la iglesia propiamente dicha y el antiguo convento, hoy transformado en asilo hospital adosado a ella. La Iglesia es de planta rectangular de una sola nave cubierta con bóveda de medio cañón, tejado a dos aguas al exterior, el presbiterio y altar mayor se cubre con cúpula también con tejado al exterior a cuatro aguas. En su flanco derecho y a la altura del presbiterio se alza la torre de planta cuadrada y capitel adornado con azulejos azules. Su fachada es simple y queda integrada en el conjunto del hospital, tiene una portada de piedra de estilo neoclásico y se remata con un frontispicio barroco. Se han añadido a nivel de la planta del coro unas ventanas de iluminación que no quedan muy acordes con el resto de la fachada.
El hospital queda adosado al lado izquierdo de la iglesia y ha sido objeto de reformas continuadas. Conserva su tipología de patio centrado, aunque actualmente desvirtuada por el añadido de un cuerpo edificado que forma esquina con las calles Victoria y Ribera del Muelle. Modernamente se le ha añadido una planta a todo el conjunto del hospital.